# Gare de La Pointe-de-Grave
La gare de La Pointe-de-Grave est une gare ferroviaire française de la ligne de Ravezies à Pointe-de-Grave (dite aussi ligne du Médoc), située sur la commune du Verdon-sur-Mer, à proximité de la pointe de Grave, dans le département de la Gironde, en région Nouvelle-Aquitaine.
Elle est mise en service en 1902 par la Compagnie du chemin de fer du Médoc, avant de devenir une gare de la Compagnie des chemins de fer du Midi après son rachat de la ligne en 1912. C'est une halte ferroviaire de la Société nationale des chemins de fer français (SNCF), elle est desservie par des trains TER Nouvelle-Aquitaine, uniquement pendant la saison estivale.

## Situation ferroviaire

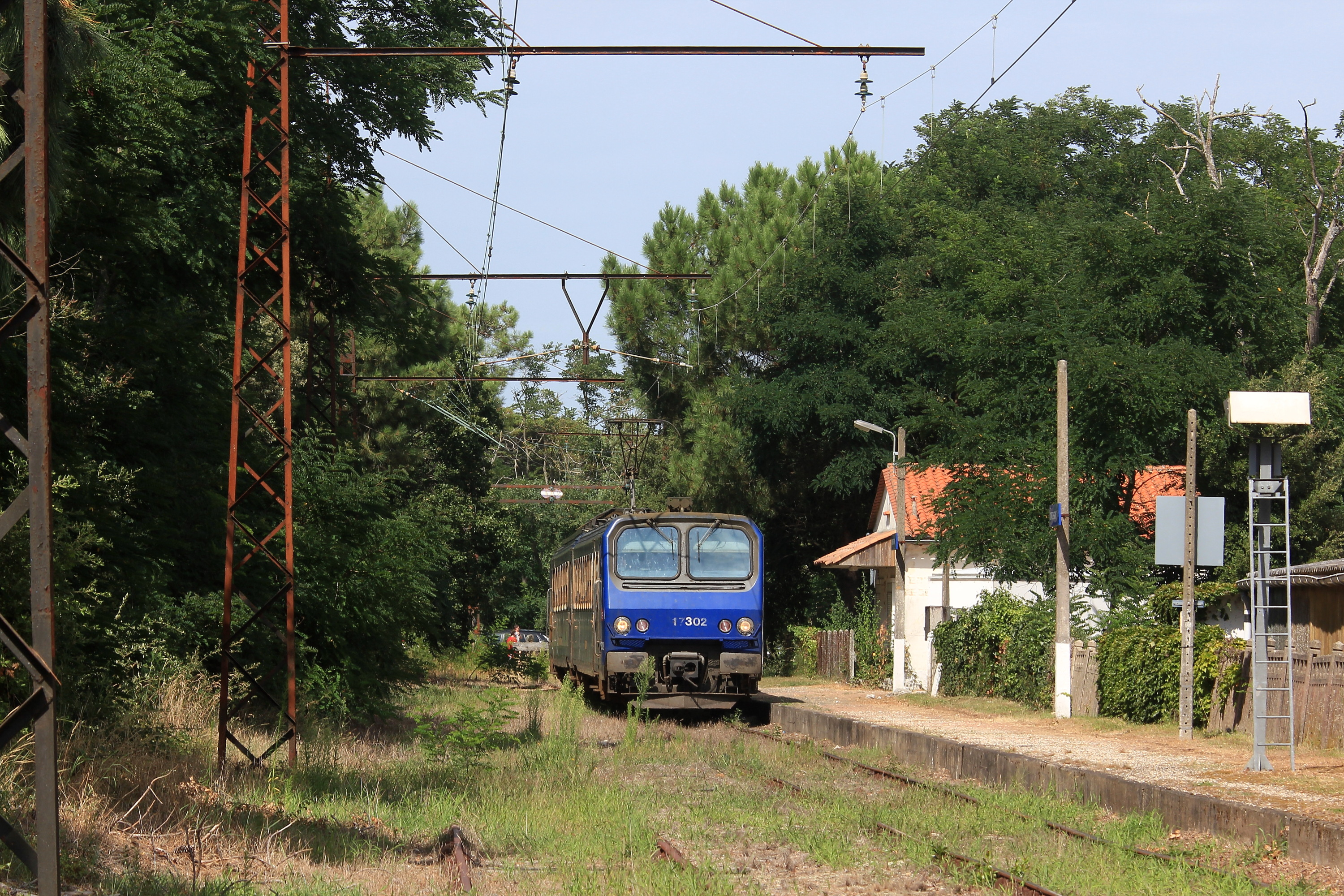
Une Z 7300 au terminus.

Établie à 4 mètres d'altitude, la gare de La Pointe-de-Grave est située au point kilométrique (PK) 101,924 de la ligne de Ravezies à Pointe-de-Grave, entre la gare du Verdon et le heurtoir marquant la fin de la voie au PK 102,018.
Elle est équipée d'un unique quai d'une longueur utile de 112 mètres.

## Histoire

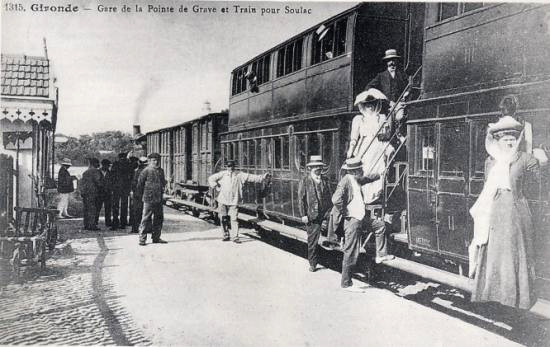
carte postale ancienne.

La ligne du Médoc voit sa construction débuter, au départ de Bordeaux en 1868. Elle est stoppée en 1875 en gare du Verdon et la pointe de Grave est alors joignable par des wagonnets à traction hippomobile sur une voie étroite ayant été mise en place par les Ponts et Chaussées, et détruite en 1893.
La Compagnie du chemin de fer du Médoc met en service le 1er août 1902 le prolongement, jusqu'à la gare de La Pointe-de-Grave, de son chemin de fer de Bordeaux au Verdon.

## Service des voyageurs

### Accueil
Halte SNCF, c'est un point d'arrêt (PANG) à accès libre sans automate d'achat de billets.

### Desserte

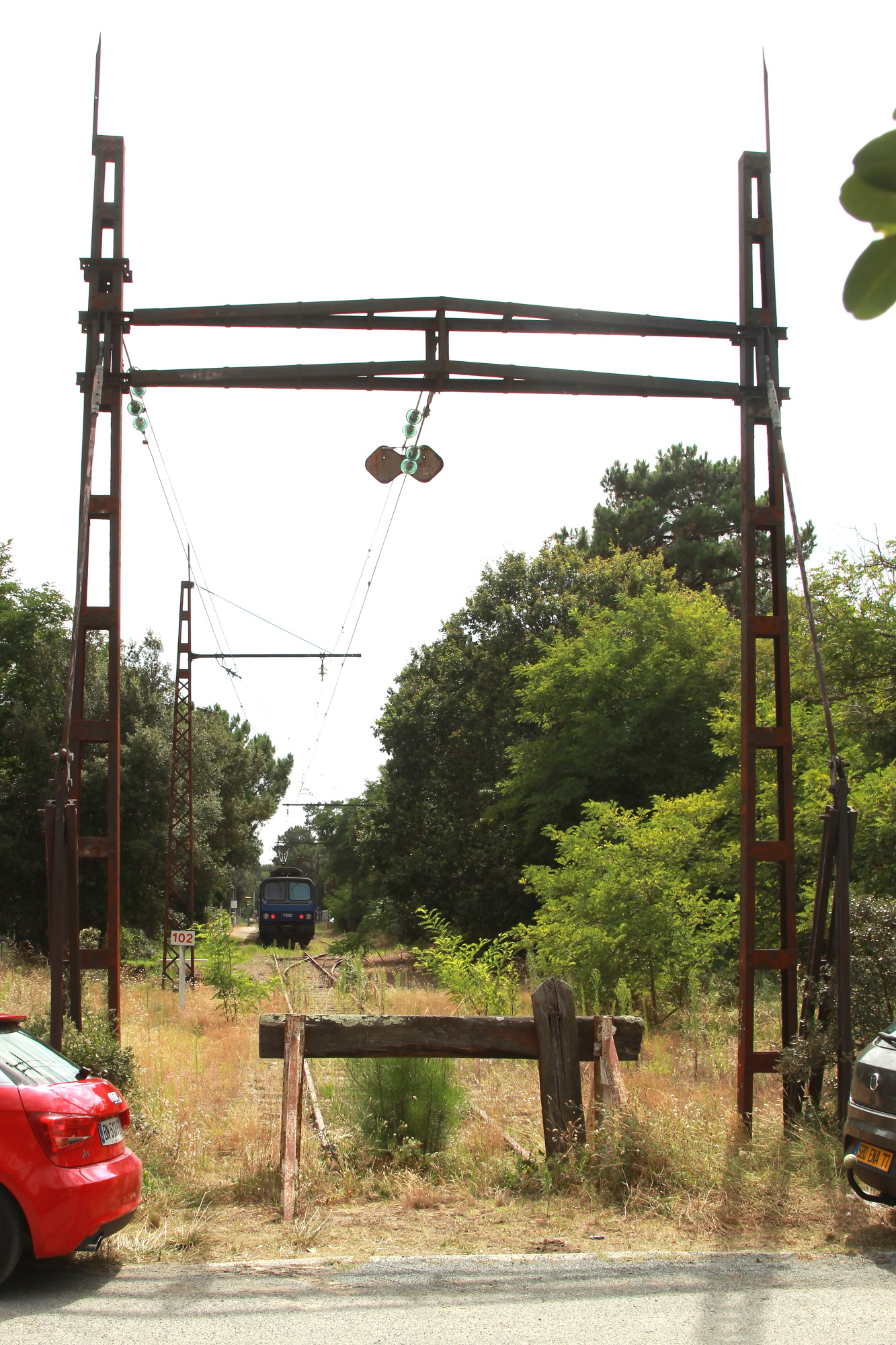
La fin de la ligne avec le buttoir, alors qu'une Z2 est à quai.

La Pointe-de-Grave par des trains TER Nouvelle-Aquitaine qui circulent entre Bordeaux-Saint-Jean et La Pointe-de-Grave en juillet et août uniquement (5 allers-retours quotidiens en 2013) permettant la correspondance avec le bac. Le trafic ferroviaire est limité à la gare du Verdon le reste de l'année.

### Fréquentation
De 2015 à 2024, selon les estimations de la SNCF, la fréquentation annuelle de la gare s'élève aux nombres indiqués dans le tableau ci-dessous.
| Année     | 2015 | 2016 | 2017 | 2018  | 2019  | 2020  | 2021  | 2022  | 2023  | 2024  |
| --------- | ---- | ---- | ---- | ----- | ----- | ----- | ----- | ----- | ----- | ----- |
| Voyageurs | 534  | 832  | 877  | 1 161 | 1 599 | 1 720 | 1 723 | 1 700 | 2 435 | 2 558 |

### Intermodalité
Le stationnement des véhicules est possible à proximité. Elle est située en face du quai où les bacs du département font des liaisons entre le Médoc et Royan. Un service de bus relie la pointe de Grave à Lesparre hors mois de juillet et août.